# Синдром Фрёлиха
Синдром Фрёлиха — расстройство функции гипоталамуса (части головного мозга), вызванное поражением ядер гипоталамуса, отвечающих за регуляцию аппетита, и ядер гипоталамуса, в которых синтезируются гормоны гонадолиберины, стимулирующие выработку в гипофизе гормонов лютропина и фоллитропина. Из-за отсутствия или дефицита лютропина и фоллитропина гормоны половых желез не вырабатываются, что вызывает недостаточность функции половых желез. У обоих полов нарушается развитие скелета, который формируется по евнухоидному типу: высокий рост, длинные конечности, размах которых превышает рост на несколько сантиметров.